# Chaenogaleus macrostoma
El gáleo dientes de arpón (Chaenogaleus macrostoma) es una especie de elasmobranquio carcarriniforme de la familia Hemigaleidae.